# Antoine Chambert-Loir
Pour les articles homonymes, voir Chambert et Loir.
Antoine Chambert-Loir, né le 26 avril 1971, est un mathématicien français spécialiste de géométrie algébrique et d'arithmétique.
Il travaille entre autres sur les points rationnels des variétés algébriques et les intégrales de comptage. Il a réalisé des travaux à ce sujet avec Yuri Tschinkel (de), notamment sur les variétés toriques. Il a introduit une mesure qui porte son nom sur les espaces analytiques non archimédiens dans le sens de Berkovich.

## Biographie
Entré à l'École normale supérieure en 1990, il obtient l'agrégation de mathématiques en 1992 (classé 1er), puis soutient sa thèse sous la direction de Daniel Bertrand en 1995. Il était membre du groupe Bourbaki jusqu'à ses 50 ans en 2021, et participait activement à l'organisation des séminaires Bourbaki et Betty B.
Il est désormais professeur des universités à l'université Paris Diderot. Il a auparavant enseigné à l'École normale supérieure de Cachan, l'institut de mathématiques d'Orsay, l'université de Rennes et à l'École polytechnique.
En parallèle à ses activités de recherche, il participe à des activités de diffusion comme le séminaire Un texte, un mathématicien de la Société mathématique de France ou le séminaire Mathematic Park à l'IHP. Il est aussi ambassadeur de la Maison Poincaré.

## Récompenses
- Von Neumann Fellow de l'Institute for Advanced Study en 2009
- Membre junior de l'Institut universitaire de France de 2007 à 2012
- Prix Ferran Sunyer i Balaguer 2017 (conjointement avec Johannes Nicaise et Julien Sebag) pour l'ouvrage Motivic integration, Progress in Mathematics, volume 325, Birkhäuser, 2018

## Livres
- avec Stéfane Fermigier et Vincent Maillot, Exercices d'analyse pour l'agrégation - 1, Masson, 1997, 2e éd. (1re éd. 1994)
- avec Stéfane Fermigier, Exercices d'analyse pour l'agrégation - 2, Masson, 1999, 2e éd. (1re éd. 1995)
- avec Stéfane Fermigier, Exercices d'analyse pour l'agrégation - 3, Masson, 1996
- (en) A Field Guide to Algebra, Springer-Verlag, coll. « Undergraduate Texts in Mathematics », 2004 (ISBN 978-0387214283)
- Algèbre corporelle, Presses de l'École polytechnique, 2005 (ISBN 978-2730212175)
- avec Serge Cantat et Vincent Guedj, Quelques aspects des systèmes dynamiques polynomiaux, Société mathématique de France, coll. « Panoramas et synthèses », 2012 (ISBN 978-2856293386)
- (en) avec Johannes Nicaise et Julien Sebag, Motivic Integration, vol. 325, Birkhäuser, coll. « Progress in Mathematics », 2018 (ISBN 978-1-4939-7885-4)Prix Ferran Sunyer i Balaguer 2017

## Travaux
- Google Scholar